# 1985年の音楽
1985年の音楽（1985ねんのおんがく）では、1985年（昭和60年）の世界の音楽分野について記述する。
1984年の音楽-1985年の音楽-1986年の音楽

## 概要・できごと
- ワム!、レディ・フォー・ザ・ワールド[1]、エディ・マーフィ[2] がビルボード年間チャートでトップ40に入った。
- アン・ルイスの「六本木心中」がヒット[注 1]。
- 1月 -LOUDNESS[注 2]がアメリカ進出を果たした。また、アルバム分野で第27回日本レコード大賞・優秀アルバム賞を受賞した。
- 2月 -甲本ヒロトと真島昌利を中心にTHE BLUE HEARTSが結成された。1987年にメジャー・デビュー[3]。
- 4月 -USAフォー・アフリカ「ウィ・アー・ザ・ワールド」発表[注 3]。
- 6月15日 -『国際青年年記念 ALL TOGETHER NOW by LION』が、国立霞ヶ丘競技場陸上競技場にて開催される。
- 7月13日（現地時間） - イギリス・ロンドン郊外のウェンブリー・スタジアムとアメリカ合衆国フィラデルフィアのJFKスタジアムにて、アフリカ難民救済のチャリティー音楽フェスティバル『ライヴエイド（LIVE AID）』開催[4]。
- 7月27日、28日 - 吉田拓郎がつま恋にてオールナイトライブ『ONE LAST NGIHT in つま恋』を開催。新六文銭[注 4]、猫[注 5]、かぐや姫が再結成。このライブを持って吉田拓郎はライブ活動を休止する。
- 8月12日 - 坂本九[5]が日本航空123便墜落事故に巻き込まれ死去した（43歳没）。
- 8月20日、21日 - 井上陽水[注 6]、安全地帯[注 7]が明治神宮野球場にてジョイントコンサート『スターダスト・ランデヴー』を開催。
- 9月14日 - サザンオールスターズ[注 8]のオリジナル2枚組アルバム『KAMAKURA』が発売された。この作品を持ってサザンオールスターズはグループでの活動を休止する。
- 10月 - ショパン・コンクールで19歳のブーニンが優勝した。
- 11月24日 - 安全地帯『安全地帯IV』発売。（翌1986年度のオリコン年間アルバムチャートでは1位）。
- 12月31日 - 第27回日本レコード大賞： 「ミ・アモーレ〔Meu amor é・・・〕」/中森明菜[注 9]、
最優秀歌唱賞 ：石川さゆり[注 10]「波止場しぐれ」、最優秀新人賞：中山美穂「「C」」
アルバム大賞：井上陽水『9.5カラット』、最優秀スター賞：チェッカーズ「ジュリアに傷心」
- 12月31日 - 第36回NHK紅白歌合戦

## 洋楽

### シングル
| - a-ha 「テイク・オン・ミー」 - ブライアン・アダムス 「ヘヴン」 - ブライアン・アダムス 「サマー・オブ69」 - キャメオ 「恋にアタック」 - カトリーナ・アンド・ザ・ウェイヴス 「ウォーキング・オン・サンシャイン」 - モーリス・デイ - 「オーク・ツリー」 - Dead or Alive – You Spin Me Round (Like A Record) - Depeche Mode – Shake the Disease - Dire Straits – Money for Nothing - Duran Duran – A View to a Kill - Eurythmics – Julia - Eurythmics – There Must Be an Angel (Playing with My Heart) - Falco – Rock Me Amadeus - Flash and the Pan – Midnight man - John Fogerty – Old Man Down the Road - Frankie Goes to Hollywood – The Power of Love - Glenn Frey – The Heat Is On - グレン・フライ - 「スマグラーズ・ブルース」 - フォリナー 「アイ・ウォナ・ノウ」 - ジェシー・ジョンソンズ・レヴュー 「ビー・ユア・マン」 | - ジョン・フォガティ 「オールド・マン・ダウン・ザ・ロード」 - ハート 「ネヴァー」 - アイズレー・ジャスパー・アイズレー「キャラバン・オブ・ラブ」 - アレクサンダー・オニール 「イノセント」 - エディ・マーフィ 「パーティー・オール・ザ・タイム」 - ハワード・ジョーンズ - 「シングス・キャン・オンリー・ゲット・ベター」 - フレディ・マーキュリー 「ボーン・トゥ・ラヴ・ユー」 - フレディ・ジャクソン 「ロック・ミー・トゥナイト」「ユー・アー・マイ・レイディ」 - プリンス 「ラズベリー・ベレー」「アイ・ウッド・ダイ・4・U」「ラズベリー・ベレー」 - ティナ・マリー「ラヴァー・ガール」 - マドンナ 「イントゥ・ザ・グルーヴ」 - メリー・ジェーン・ガールズ – 「イン・マイ・ハウス」 - ブルース・スプリングスティーン 「グローリィ・デイズ」 - USAフォー・アフリカ 「ウィ・アー・ザ・ワールド」 - ユーリズミックス 「ゼア・マスト・ビー・アン・エンジェル (プレイング・ウィズ・マイ・ハート)」 - レディ・フォー・ザ・ワールド 「Oh, シーラ」 - ワム!（ジョージ・マイケル） 「ケアレス・ウィスパー」 - ボビー・ブランド 「メンバーズ・オンリー」 |

### アルバム
| - AC/DC – Fly on the Wall - アクセプト – Metal Heart - a-ha – Hunting High and Low - Anthrax – Spreading the Disease - Arcadia – So Red the Rose - Bad Religion – Back to the Known - Chet Baker – Candy - Chet Baker – Witch Doctor - The Beach Boys – The Beach Boys - Blind Guardian – Symphonies of Doom - Bon Jovi – 7800 Fahrenheit - Kate Bush – Hounds of Love - The Clash – Cut the Crap - マイルス・デイヴィス – 『ユア・アンダー・アレスト』 - モーリス・デイ – 『カラー・オブ・サクセス』 | - アイズレー・ジャスパー・アイズレー – 『キャラバン・オブ・ラブ』 - ケイト・ブッシュ – 『愛のかたち』 - ジョン・フォガティ – 『センターフィールド』 - チェット・ベイカー – 『ウィッチ・ドクター』 - トム・ペティ&ザ・ハートブレイカーズ – 『サザン・アクセンツ』 - トッド・ラングレン – 『ア・カペラ』 - レナード・コーエン – 『哀しみのダンス』 - トム・ウェイツ – 『レイン・ドッグス』 - ブライアン・フェリー – 『ボーイズ・アンド・ガールズ』 - フレディ・ジャクソン – 『ロック・ミー・トゥナイト』 - ボビー・ウーマック – 『ソー・メニー・リバーズ』 - ニール・ヤング – 『オールド・ウェイズ』 - ポール・ヤング – 『ザ・シークレット・オブ・アソシエーション』 - ザップ – 『ニュー・ザップ4U』 |

## 総合年間TOP50（邦楽・洋楽）
- オリコン1985年

※1984年12月3日付 - 1985年11月25日付

### シングル（邦楽・洋楽）
- 1位 チェッカーズ：「ジュリアに傷心」
- 2位 中森明菜：「ミ・アモーレ〔Meu amor é・・・〕」
- 3位 小林明子：「恋におちて -Fall in love-」
- 4位 C-C-B：「Romanticが止まらない」
- 5位 チェッカーズ：「あの娘とスキャンダル」
- 6位 中森明菜：「飾りじゃないのよ涙は」
- 7位 中森明菜：「SAND BEIGE -砂漠へ-」
- 8位 チェッカーズ：「俺たちのロカビリーナイト」
- 9位 安全地帯：「悲しみにさよなら」
- 10位 松田聖子：「天使のウィンク」
- 11位 菊池桃子：「卒業-GRADUATION-」
- 12位 薬師丸ひろ子：「あなたを・もっと・知りたくて」
- 13位 中村あゆみ：「翼の折れたエンジェル」
- 14位 小泉今日子：「The Stardust Memory」
- 15位 杉山清貴&オメガトライブ：「ふたりの夏物語 -NEVER ENDING SUMMER-」
- 16位 松任谷由実・小田和正・財津和夫：「今だから」
- 17位 サザンオールスターズ：「Bye Bye My Love (U are the one)」
- 18位 TOM★CAT：「ふられ気分でRock'n' Roll」
- 19位 松田聖子：「ボーイの季節」
- 20位 中森明菜：「赤い鳥逃げた」
- 21位 吉幾三：「俺ら東京さ行ぐだ」
- 22位 菊池桃子：「BOYのテーマ」
- 23位 安全地帯：「恋の予感」
- 24位 安全地帯：「熱視線」
- 25位 USA for AFRICA：「ウィ・アー・ザ・ワールド」
- 26位 吉川晃司：「You Gotta Chance 〜ダンスで夏を抱きしめて〜」
- 27位 都はるみ：「夫婦坂」
- 28位 ALFEE：「シンデレラは眠れない」
- 29位 安全地帯：「碧い瞳のエリス」
- 30位 チェッカーズ：「HEART OF RAINBOW 〜愛の虹を渡って〜／ブルー・パシフィック」
- 31位 井上陽水：「いっそセレナーデ」
- 32位 五木ひろし：「そして…めぐり逢い」
- 33位 小泉今日子：「常夏娘」
- 34位 斉藤由貴：「卒業」
- 35位 中森明菜：「SOLITUDE」
- 36位 吉川晃司：「にくまれそうなNEWフェイス」
- 37位 大沢誉志幸：「そして僕は途方に暮れる」
- 38位 おニャン子クラブ：「セーラー服を脱がさないで」
- 39位 岩崎良美：「タッチ」
- 40位 菊池桃子：「もう逢えないかもしれない」
- 41位 アン・ルイス：「六本木心中」
- 42位 リマール：「ネバーエンディング・ストーリーのテーマ」
- 43位 サザンオールスターズ：「メロディ (Melody)」
- 44位 チェッカーズ：「神様ヘルプ!」
- 45位 風見慎吾：「涙のtake a chance」
- 46位 杉山清貴&オメガトライブ：「サイレンスがいっぱい」
- 47位 テリー・デサリオ：「オーバーナイト・サクセス」
- 48位 芦屋雁之助：「娘よ」
- 49位 菊池桃子：「雪にかいたLOVE LETTER」
- 50位 C-C-B：「Lucky Chanceをもう一度」

### アルバム（邦楽・洋楽）
- 1位 井上陽水：『9.5カラット』
- 2位 ワム!：『メイク・イット・ビッグ』
- 3位 安全地帯：『安全地帯III〜抱きしめたい』
- 4位 サザンオールスターズ：『KAMAKURA』
- 5位 チェッカーズ：『もっと!チェッカーズ』
- 6位 松任谷由実：『NO SIDE』
- 7位 中森明菜：『D404ME』
- 8位 マドンナ：『ライク・ア・ヴァージン』
- 9位 中森明菜：『BITTER AND SWEET』
- 10位 チェッカーズ：『毎日!!チェッカーズ』
- 11位 松田聖子：『Windy Shadow』
- 12位 松田聖子：『The 9th Wave』
- 13位 サウンドトラック：『TAN TAN たぬき』
- 14位 杉山清貴&オメガトライブ：『ANOTHER SUMMER』
- 15位 USA for AFRICA：『ウィ・アー・ザ・ワールド』
- 16位 中村あゆみ：『Be True』
- 17位 小泉今日子：『Celebration』
- 18位 中島みゆき：『御色なおし』
- 19位 杉山清貴&オメガトライブ：『NEVER ENDING SUMMER』
- 20位 吉川晃司：『INNOCENT SKY』
- 21位 小泉今日子：『Today's Girl』
- 22位 大沢誉志幸：『CONFUSION』
- 23位 菊池桃子：『トロピック・オブ・カプリコーン』
- 24位 ビリー・ジョエル：『ビリー・ザ・ベスト』
- 25位 安全地帯：『ENDLESS』
- 26位 SEIKO：『SOUND OF MY HEART』
- 27位 薬師丸ひろ子：『夢十話』
- 28位 稲垣潤一：『NO STRINGS』
- 29位 斉藤由貴：『AXIA』
- 30位 矢沢永吉：『YOKOHAMA二十才まえ』
- 31位 中森明菜：『SILENT LOVE』
- 32位 高中正義：『TRAUMATIC 極東探偵団』
- 33位 尾崎豊：『回帰線』
- 34位 大沢誉志幸：『in・Fin・ity』
- 35位 オフコース：『Back Streets of Tokyo』
- 36位 ALFEE：『FOR YOUR LOVE』
- 37位 フィル・コリンズ：『フィル・コリンズIII』
- 38位 松田聖子：『Seiko-Train』
- 39位 中森明菜：『POSSIBILITY』
- 40位 HOUND DOG：『SPIRITS!』
- 41位 おニャン子クラブ：『KICK OFF』
- 42位 レベッカ:『WILD & HONEY』
- 43位 稲垣潤一：『COMPLETE』
- 44位 サウンドトラック：『ゴーストバスターズ』
- 45位 レベッカ：『REBECCA IV 〜Maybe Tomorrow〜』
- 46位 小泉今日子：『Flapper』
- 47位 山下達郎：『BIG WAVE』
- 48位 原田知世：『撫子純情』
- 49位 スティーヴィー・ワンダー：『ウーマン・イン・レッド』
- 50位 ティアーズ・フォー・フィアーズ：『シャウト』

## 「ザ・ベストテン」年間総合ベスト100
- 1位 安全地帯：「悲しみにさよなら」（126,951点）
- 2位 杉山清貴&オメガトライブ：「ふたりの夏物語 -NEVER ENDING SUMMER-」（119,298点）
- 3位 中森明菜：「ミ・アモーレ」（117,745点）
- 4位 チェッカーズ：「あの娘とスキャンダル」（113,332点）
- 5位 チェッカーズ：「俺たちのロカビリーナイト」（107,166点）
- 6位 五木ひろし：「そして…めぐり逢い」（106,119点）
- 7位 小林明子：「恋におちて -Fall in love-」（103,350点）
- 8位 中森明菜：「SAND BEIGE -砂漠へ-」（102,490点）
- 9位 サザンオールスターズ：「Bye Bye My Love (U are the one)」（100,100点）
- 10位 松田聖子：「天使のウィンク」（97,214点）
- 11位 C-C-B：「Romanticが止まらない」（96,964点）
- 12位 中村あゆみ：「翼の折れたエンジェル」（94,941点）
- 13位 C-C-B：「Lucky Chanceをもう一度」（92,197点）
- 14位 安全地帯：「碧い瞳のエリス」（90,948点）
- 15位 アルフィー：「シンデレラは眠れない」（89,874点）
- 16位 Toshi & Naoko：「夏ざかりほの字組」（89,061点）
- 17位 吉川晃司：「You Gotta Chance 〜ダンスで夏を抱きしめて〜」（85,868点）
- 18位 とんねるず：「雨の西麻布」（84,698点）
- 19位 安全地帯：「熱視線」（84,388点）
- 20位 TOM★CAT：「ふられ気分でRock'n' Roll」（83,968点）
- 21位 吉幾三：「俺ら東京さ行ぐだ」（83,658点）
- 22位 サザンオールスターズ：「メロディ (Melody)」（82,912点）
- 23位 チェッカーズ：「ジュリアに傷心」（81,102点）
- 24位 風見慎吾：「涙のtake a chance」（78,469点）
- 25位 薬師丸ひろ子：「あなたを・もっと・知りたくて」（74,629点）
- 26位 杉山清貴&オメガトライブ：「サイレンスがいっぱい」（73,569点）
- 27位 吉川晃司：「にくまれそうなNEWフェイス」（73,556点）
- 28位 大沢誉志幸：「そして僕は途方に暮れる」（72,583点）
- 29位 中森明菜：「SOLITUDE」（72,096点）
- 30位 LOOK：「シャイニン・オン 君が哀しい」（72,006点）
- 31位 菊池桃子：「卒業-GRADUATION-」（71,556点）
- 32位 おニャン子クラブ：「セーラー服を脱がさないで」（71,386点）
- 33位 吉川晃司：「RAIN-DANCEがきこえる」（70,006点）
- 34位 松田聖子：「ボーイの季節」（69,646点）
- 35位 菊池桃子：「BOYのテーマ」（68,207点）
- 36位 小泉今日子：「The Stardust Memory」（65,597点）
- 37位 C-C-B：「スクール・ガール」（65,383点）
- 38位 近藤真彦：「夢絆」（65,037点）
- 39位 近藤真彦：「ヨイショッ!」（63,594点）
- 40位 斉藤由貴：「卒業」（63,027点）
- 41位 中森明菜：「飾りじゃないのよ涙は」（62,684点）
- 42位 チェッカーズ：「神様ヘルプ!」（60,287点）
- 43位 松任谷由実・小田和正・財津和夫：「今だから」（58,947点）
- 44位 シブがき隊：「DJ in My Life」（58,591点）
- 45位 佐野元春：「Young Bloods」（58,084点）
- 46位 中森明菜：「赤い鳥逃げた」（57,988点）
- 47位 田原俊彦：「堕ちないでマドンナ」（57,778点）
- 48位 小泉今日子：「常夏娘」（57,424点）
- 49位 アルフィー：「霧のソフィア」（57,214点）
- 50位 アン・ルイス：「六本木心中」（56,201点）
- 51位 菊池桃子：「もう逢えないかもしれない」（56,051点）
- 52位 田原俊彦：「銀河の神話」（51,295点）
- 53位 本田美奈子：「Temptation（誘惑）」（51,225点）
- 54位 安全地帯：「恋の予感」（50,532点）
- 55位 近藤真彦：「大将」（47,635点）
- 56位 ハウンド・ドッグ：「ff (フォルティシモ)」（46,555点）
- 57位 シブがき隊：「月光淑女!」（46,415点）
- 58位 都はるみ：「夫婦坂」（46,299点）
- 59位 テレサ・テン：「愛人」（45,975点）
- 60位 斉藤由貴：「白い炎」（45,772点）
- 61位 杉山清貴&オメガトライブ：「ガラスのPALM TREE」（45,702点）
- 62位 岩崎宏美：「決心」（44,806点）
- 62位 河合奈保子：「デビュー〜Fly Me To Love」（44,806点）
- 64位 堀ちえみ：「リ・ボ・ン」（44,682点）
- 65位 斉藤由貴：「初戀」（44,376点）
- 66位 田原俊彦：「華麗なる賭け」（44,202点）
- 67位 岩崎良美：「タッチ」（43,566点）
- 68位 西城秀樹：「一万光年の愛」（42,522点）
- 69位 うしろゆびさされ組：「うしろゆびさされ組」（41,663点）
- 70位 河合その子：「涙の茉莉花LOVE」（41,256点）
- 71位 岡田有希子：「二人だけのセレモニー」（40,989点）
- 72位 シブがき隊：「男意ッ気」（40,753点）
- 73位 薬師丸ひろ子：「ステキな恋の忘れ方」（40,419点）
- 74位 中山美穂：「「C」」（40,266点）
- 75位 シブがき隊：「KILL」（39,159点）
- 76位 小泉今日子：「魔女」（38,233点）
- 77位 原田知世：「早春物語」（37,733点）
- 78位 一世風靡セピア：「賽を振れ!」（37,370点）
- 79位 レベッカ：「フレンズ」（36,910点）
- 80位 早見優：「PASSION」（36,690点）
- 81位 河合奈保子：「ジェラス・トレイン」（36,140点）
- 82位 井上陽水：「いっそ セレナーデ」（35,940点）
- 83位 風見慎吾：「BEAT ON PANIC」（35,803点）
- 84位 岡田有希子：「Summer Beach」（34,763点）
- 85位 少女隊：「Bye-Byeガール」（34,283点）
- 86位 さだまさし：「恋愛症候群」（34,167点）
- 87位 テレサ・テン：「つぐない」（33,470点）
- 88位 柏原芳恵：「待ちくたびれてヨコハマ」（33,333点）
- 89位 五木ひろし：「長良川艶歌」（33,310点）
- 90位 松任谷由実：「メトロポリスの片隅で」（32,940点）
- 91位 石川秀美：「もっと接近しましょ」（32,677点）
- 92位 斉藤由貴：「情熱」（31,783点）
- 93位 チェッカーズ：「ブルー・パシフィック」（31,673点）
- 94位 菊池桃子：「雪にかいたLOVE LETTER」（31,527点）
- 95位 わらべ：「時計をとめて」（31,360点）
- 96位 小泉今日子：「なんてったってアイドル」（30,644点）
- 97位 TOM★CAT：「サマータイム・グラフィティー」（30,340点）
- 98位 岡田有希子：「哀しい予感」（30,110点）
- 99位 おニャン子クラブ：「およしになってねTEACHER」（29,850点）
- 100位 柏原芳恵：「ロンリー・カナリア」（29,840点）

## 音楽フェスティバル/番組
| 開催日        | タイトル                               |
| ------------- | -------------------------------------- |
| 7月31日       | '85 ROCK FESTIVAL IN SAPPORO           |
| 8月10日       | SUPER ROCK'85 IN JAPAN                 |
| 8月10日・11日 | 第3回 PEACEFUL LOVE ROCK FESTIVAL 1985 |
| 8月11日       | Rock'n Roll Olympic 1985               |
| 8月18日       | KIRIN SOUND TOGETHER POP HILL '85      |
| 12月31日      | NEW YEAR ROCK FESTIVAL 13th 1985-1986  |
| 12月31日      | 第36回NHK紅白歌合戦                    |

## 主な音楽賞

### 第27回日本レコード大賞
- 大賞
  - ミ・アモーレ〔Meu amor é・・・〕/中森明菜
- アルバム大賞
  - 9.5カラット/井上陽水
- 最優秀歌唱賞
  - 波止場しぐれ/石川さゆり
- 最優秀スター賞
  - ジュリアに傷心/チェッカーズ
- 最優秀新人賞
  - 「C」/中山美穂
- 金賞
  - 男船/神野美伽
  - そして…めぐり逢い/五木ひろし
  - タッチ/岩崎良美
  - デビュー/河合奈保子
  - PASSION/早見優
  - 望郷じょんから/細川たかし
  - 悲しみにさよなら/安全地帯
  - Romanticが止まらない/C-C-B

- 優秀歌唱賞
  - し・の・び・愛/柏原芳恵
  - かくれ宿/大月みやこ

- 新人賞
  - Temptation（誘惑）/本田美奈子
  - 恋におちて -Fall in love-/小林明子
  - 雨のハイスクール/芳本美代子
  - さよならと言われて/松本典子

### 第16回日本歌謡大賞
- 大賞
  - 大将/近藤真彦
- 優秀放送音楽新人賞
  - Temptation（誘惑）/本田美奈子
  - 雨のハイスクール/芳本美代子
- 最優秀放送音楽賞
  - そして…めぐり逢い/五木ひろし
- 放送音楽プロデューサー連盟賞
  - SOLITUDE/中森明菜
  - 望郷じょんから/細川たかし

### その他
| 賞                                                     | 受賞作・受賞者 |
| ------------------------------------------------------ | --- |
| 第31回ポピュラーソングコンテストつま恋本選会           | - グランプリ - 長原裕三「サイレント・シャウト」 - 優秀曲賞 - 藤村篤志「美辞麗句」、Ronny Rucker「Friendship」、千賀研治「パラダイス」 - 入賞 - Islamd「サヨナラだけは」、LEO「きんもくせいの頃」、伊奈セクション「異国慕情」、陣内大蔵「惚れて」、桑村達人 with MONDAY「FEEL YOU」                                                                                       |
| 第23回ゴールデン・アロー賞                             | - 音楽賞 - チェッカーズ - 新人賞（音楽） - 小林明子、本田美奈子、中山美穂 |
| 第18回下谷賞                                           | - 下谷賞 - 矢部政男「バンド・マーチング・オン」 - 佳作 - 堀滝比呂「儀仗隊」 |
| 第18回日本有線大賞                                     | - 大賞 - テレサ・テン「愛人」 |
| 第18回全日本有線放送大賞                               | - 上期 - 吉幾三「俺ら東京さ行ぐだ」 - 年間 - テレサ・テン「愛人」 |
| 第18回日本作詩大賞                                     | - 大賞 - 細川たかし「望郷じょんから」 |
| 第18回新宿音楽祭                                       | - 金賞 - 中村繁之、本田美奈子 - 銀賞 - 井森美幸、橋本美加子、岡本舞子、石野陽子 - 銅賞 - 南野陽子、浅香唯ほか - 敢闘賞 - 奥田圭子、宮野比呂美 - 審査員特別奨励賞 - 芳本美代子、松本典子 |
| 第17回サントリー音楽賞                                 | - 日本テレマン協会 |
| 第16回世界歌謡祭                                       | - 尾崎和行 & コースタルシティ「…洋子」、ヴァレリア・リンチ「恋のパズル」 |
| 第15回モービル音楽賞                                   | - 邦楽部門 - 浅川玉兎、竹本住大夫 - 洋楽部門（本賞） - 東敦子 |
| 第15回創作合唱曲公募                                   | - 入賞 - 鈴木明美「朝に」 - 佳作 - 山岸徹「夏のおもいに」 |
| 第14回FNS歌謡祭                                        | - グランプリ - 中森明菜「ミ・アモーレ〔Meu amor é・・・〕」 - 最優秀歌唱賞 - 安全地帯「悲しみにさよなら」 - 最優秀新人賞 - 本田美奈子「Temptation（誘惑）」 - 最優秀ヒット賞 - 中森明菜「飾りじゃないのよ涙は」 - 最優秀視聴者賞 - 五木ひろし「そして…めぐり逢い」 - 特別賞 - おニャン子クラブ「セーラー服を脱がさないで」、とんねるず「雨の西麻布」、森進一「女もよう」 |
| 第14回東京音楽祭                                       | - クール&ザ・ギャング「チェリッシュ」 |
| 第13回銀座音楽祭                                       | - グランプリ - 松本典子 - 金賞 - 芳本美代子、本田美奈子 - 銀賞 - 井森美幸、橋本美加子、中村繁之 - 審査員特別賞 - 岡本舞子、石野陽子 |
| 第13回ジロー・オペラ賞                                 | - オペラ大賞 - 松本美和子、山路芳久 - オペラ賞 - 郡愛子、斉藤忠生 - 新人賞 - 該当作品なし - 特別賞 - 「祝い歌が流れる夜に」「イリス」製作・上演関係者 |
| 第11回全日本歌謡音楽祭                                 | - ゴールデングランプリ - 近藤真彦「大将」 - 最優秀新人賞 - 芳本美代子 |
| 第11回横浜音楽祭                                       | - 最優秀新人賞 - 本田美奈子 |
| 第11回日本テレビ音楽祭                                 | - グランプリ - 近藤真彦「夢絆」 |
| 第11回日本演歌大賞                                     | - 大賞 - 五木ひろし「そして…めぐり逢い」 |
| 第11回ヤング歌謡大賞・新人グランプリ                   | - 中村繁之 |
| 第10回南里文雄賞                                       | - 宮間利之 |
| 第10回ライオンリスナーズグランプリ・FM東京最優秀新人賞 | - 小林明子 |
| 第9回長崎歌謡祭                                        | - グランプリ - 中村友香 |
| 第6回入野賞                                            | - 該当者なし |
| 第6回古賀政男記念音楽大賞                              | - 細川たかし「望郷じょんから」 |
| 第5回日本作曲大賞                                      | - 安全地帯「悲しみにさよなら」（作曲:玉置浩二） |
| 第4回メガロポリス歌謡祭                                | - 演歌大賞 - 五木ひろし（2度目） - ポップスグランプリポップス大賞 - 近藤真彦（2度目） - 最優秀新人ダイヤモンド賞・最優秀新人賞 - 本田美奈子、松本典子 |
| 第4回JASRAC賞                                          | - 国内使用 - 矢切の渡し - 外国使用 - キャンディ・キャンディ |
| 第4回中島健蔵音楽賞                                    | - 最優秀賞 - 石井眞木 - 優秀賞 - 永島義男 - 特別賞 - 榊田喜四夫 |
| 第3回咲くやこの花賞 音楽部門                           | - 斎藤建寛 |
| 第2回現音作曲新人賞                                    | - 河添達也 |

## デビュー
- 1月 - オナッターズ/恋のバッキン!
- 1月21日 - 秋本理央/風とブーケのセレナーデ
- 1月21日 - ユン・ピョウ/チャンピオン鷹
- 1月21日 - セブンティーンクラブ/ス・キ・ふたりとも! (鈴木くんと佐藤くんのテーマ)
- 1月25日 - 矢野有美/経験・美少女
- 2月 - ZIG ZAG/女狼～メロウ～
- 2月5日 - 宮里久美/背中ごしにセンチメンタル
- 2月21日 - 斉藤由貴/卒業
- 2月21日 - 江原由希子（現：YOU）/ちょっとだけ
- 2月21日 - 奥田圭子/夢ください―知・的・優・遊―
- 2月25日 - 大西結花/アラベスク・ロマネスク
- 2月25日 - さそり座/窓ガラスのへのへのもへじ
- 3月1日 - 若林加奈/PIRA★星物語
- 3月6日 - バブルガム・ブラザーズ/忘れじのエヴリナイト
- 3月10日 - ベリーズ/そろそろ・ソワソワ
- 3月21日 - 松本典子/春色のエアメール
- 3月21日 - くじら/砂の子供
- 3月21日 - 芳本美代子/白いバスケット・シューズ
- 3月21日 - 藤原理恵/愛よファラウェイ/バーニング・ラヴ
- 3月22日 - 橋本美加子/メロウ・シーズン
- 4月20日 - 本田美奈子[注 11]/殺意のバカンス
- 4月20日 - 森田まゆみ/予感
- 4月21日 - 網浜直子/竹下涙話
- 4月21日 - 井森美幸/瞳の誓い
- 4月21日 - ECHOES/Bad Morning/WELCOME TO THE LOST CHILD CLUB
- 4月21日 - 大根夕佳/霧雨のダイアリー
- 4月21日 - 佐野量子/ファースト・レター
- 4月21日 - 志賀真理子/夢の中の輪舞（ロンド）
- 4月21日 - 志村香/曇り、のち晴れ
- 4月21日 - ルック/シャイニン・オン 君が哀しい
- 4月25日 - 石野陽子/テディボーイ・ブルース
- 4月25日 - 岡本舞子/愛って林檎ですか
- 5月 - 野呂一生/SWEET SPHERE - ソロデビュー
- 5月1日 - 天野真木子/星のインスピレーション
- 5月2日 - 渡辺美里/I'm free
- 5月21日 - 桜井かずみ/母に捧げる花笠音頭
- 5月22日 - PSY・S/Different View/Teenage
- 6月1日 - TUBE/ベストセラー・サマー
- 6月5日 - 野咲たみこ/うさぎ
- 6月21日 - 浅香唯/夏少女
- 6月21日 - 中山美穂/「C」
- 6月21日 - 森下恵理/ブルージン・ボーイ！
- 6月21日 - 村田恵里/オペラグラスの中でだけ
- 6月21日 - ショコラータ/いつか見た青空
- 6月21日 - 高橋真美/もう少しだけ/古いアルバム
- 6月23日 - 南野陽子/恥ずかしすぎて
- 6月25日 - 小幡洋子/不思議色ハピネス
- 7月 - 宮崎ますみ/危ないよsister
- 7月1日 - 野村宏伸/And I Love Her
- 7月1日 - 成世昌平/博多節／福知山音頭
- 7月5日 - おニャン子クラブ/セーラー服を脱がさないで
- 7月20日 - 桂銀淑/大阪暮色 - 日本デビュー
- 7月21日 - 森川美穂/教室
- 7月24日 - 中村繁之/Do ファッション
- 7月25日 - 森山達也/Love, かくし色 - ソロデビュー
- 8月1日 - ROLL BACK/You&Me Tonight
- 8月5日 - 森口博子/水の星へ愛をこめて
- 8月5日 - KEIKO PROJECT/ふだんのキラキラ
- 8月21日 - FLATBACKER/戦争 -アクシデント-
- 8月21日 - ピチカート・ファイヴ/オードリィ・ヘプバーン・コンプレックス
- 8月25日 - あぶらだこ/あぶらだこ（通称『木盤』）
- 8月31日 - 小林明子/恋におちて -Fall in love-
- 8月31日 - SHOW-YA/素敵にダンシング (Coke Is It)
- 8月31日 - 仲井戸麗市/THE仲井戸麗市BOOK - ソロデビュー
- 9月1日 - 河合その子/涙の茉莉花LOVE - ソロデビュー
- 9月1日 - BIRDS（原田知世、渡辺典子、原田貴和子、野村宏伸）/二代目はクリスチャンのテーマ
- 9月5日 - 高橋利奈/16歳の儀式
- 9月6日 - リリアン/阪神タイガースの優勝を知らない子供たち
- 9月7日 - 道上洋三/阪神タイガースかぞえ唄 - ソロデビュー
- 9月21日 - うしろゆびさされ組/うしろゆびさされ組
- 9月21日 - 聖飢魔II/聖飢魔II〜悪魔が来たりてヘヴィメタる
- 9月21日 - ラフ&レディ/君は衝撃波
- 9月25日 - dip in the pool/dip in the pool
- 10月 - アイリーン・フォーリーン/スローなDanceは踊れない/プラスティック・ジェネレイション
- 10月19日 - 岡村孝子/風は海から - ソロデビュー
- 10月19日 - ちわきまゆみ/GOOD MORNING I LOVE YOU
- 10月21日 - 米米CLUB/I・CAN・BE
- 10月21日 - 小比類巻かほる/Never Say Good-Bye
- 10月21日 - 浜田麻里/Blue Revolution
- 11月1日 - 山口かおり/フィフティーンラブ〜口唇の秘密〜
- 11月1日 - 吉沢秋絵 with おニャン子クラブ/なぜ?の嵐 - ソロデビュー
- 11月1日 - サンドイッチ/想い出して下さい
- 11月1日 - 山崎美貴/借りたままのサリンジャー
- 11月7日 - 井浦秀知/風のPassword
- 11月20日 - 尾崎和行&コースタルシティ/…洋子
- 11月21日 - 山本理沙/11月の夏
- 11月21日 - 坪倉唯子/Cry For The Moon
- 11月21日 - 石丸奈津子/私はロボット
- 11月21日 - THE 東南西北/ため息のマイナーコード
- 11月21日 - LAUGHIN' NOSE/LAUGHIN' NOSE/BROKEN GENERATION
- 12月1日 - 藤ゆうこ/銀雪の浪漫
- 12月5日 - 丸山美由紀/Tight Beatで呼び出して
- 12月12日 - 少年隊/仮面舞踏会
- 12月21日 - 種ともこ/YOU'RE THE ONE
- 12月21日 - 竜童組/竜童組

## 解散・活動休止
- AION（1986年再結成）
- ALLERGY
- イーグルス
- H2O（1999年再結成）
- AUTO-MOD（1997年再結成）
- おかわりシスターズ
- オレンジ・ジュース
- ゴダイゴ（1999年再結成）
- J・ガイルズ・バンド（1999年活動再開）
- ジンギスカン（2005年再結成）
- 杉山清貴&オメガトライブ（2018年活動再開）
- ザ・スターリン（1987年再結成）
- ソフトクリーム
- ダイアモンド・ヘッド（1991年再結成）
- トリオ
- ノヴァリス
- ハノイ・ロックス（2001年活動再開）
- THE BREAKERS
- マーシフル・フェイト（1992年再結成）
- MASTURBATION（3月2日）
- 森雄二とサザンクロス（1995年再結成）
- わらべ

## 再結成
- 愛奴（1日限定）
- 奇形児（1年限定）
- ノイ!（ - 1986年）
- はっぴいえんど（1日限定）

## 引退
- 6月：高田みづえ - 大関・若嶋津六夫（現・松ヶ根六夫）と結婚のため

## 誕生
出身地または国籍が日本である人物の国名表記は省略。
- 1月8日 - KAI（静岡県、歌手、Marie）
- 1月11日 - Rie fu（東京都、歌手、delofamilia）
- 1月19日 - 石川梨華（神奈川県、歌手・タレント、元モーニング娘。）
- 1月21日 - 山村隆太（大阪府、歌手、flumpool/THE TURTLES JAPAN）
- 1月21日 - 原由実（大阪府、声優・歌手）
- 1月25日 - 永崎翔（大阪府、歌手）
- 1月26日 - nao（千葉県、歌手、元fripSide）
- 2月7日 - 須藤優（埼玉県、ベーシスト、XIIX）
- 2月8日 - 松下奈緒（奈良県、女優・ピアニスト）
- 2月12日 - 原田まりる（京都府、歌手、中野風女シスターズ）
- 2月14日 - 松田栄作（静岡県、歌手、Sissy）
- 2月16日 - 森恵（広島県、歌手）
- 2月22日 - 津久井恒仁（神奈川県、歌手、元ammoflight）
- 2月23日 - 穐田和恵（大阪府、歌手、元SDN48）
- 2月23日 - ジャミール（ アメリカ合衆国、歌手、タートルズ4/G20+ネプ&イモト）
- 2月23日 - デッドボールP（ミュージシャン・ボカロP）
- 2月26日 - 藤本美貴（北海道、歌手・タレント、元モーニング娘。）
- 2月26日 - 阪井一生（大阪府、ギタリスト、flumpool/THE TURTLES JAPAN）
- 3月1日 - 古村大介（千葉県、ギタリスト、NICO Touches the Walls）
- 3月12日 - mini（東京都、歌手、元ファッションモデル）
- 3月15日 - 喜矢武豊（東京都、Gita-、ゴールデンボンバー）
- 3月16日 - ジョーイ（兵庫県、歌手、EGG BRAIN）
- 3月20日 - 山口智史（ミュージシャン、RADWIMPS）
- 3月24日 - 竹内サティフォ（愛知県、歌手、元竹内電気/ONIGAWARA）
- 3月24日 - eoheoh（ゲーム実況者・パフォーマー、M.S.S Project）
- 3月24日 - 綾瀬はるか（広島県、女優・元歌手）
- 3月27日 - I-RING（茨城県、歌手、NUDYLINE）
- 3月29日 - 高田由香（秋田県、歌手、rhythmic）
- 4月3日 - 加藤有加利（北海道、歌手、RYTHEM/yucat）
- 4月4日 - 桑原彰（ミュージシャン、RADWIMPS）
- 4月4日 - 中ノ森文子（福岡県、歌手、元中ノ森BAND）
- 4月7日 - MiChi（ イギリス、歌手）
- 4月9日 - 山下智久（東京都、歌手、元NEWS）
- 4月12日 - 吉澤ひとみ（埼玉県、歌手・タレント、元モーニング娘。）
- 4月12日 - 青柳翔（北海道、俳優・歌手、劇団EXILE）
- 4月13日 - 松本秀人（岩手県、歌手、STGM）
- 4月26日 - 田淵智也（東京都、ベーシスト、UNISON SQUARE GARDEN/THE KEBABS/Q-MHz）
- 4月27日 - 曽根由希江（東京都、歌手）
- 5月2日 - リリー・アレン（ イングランド、歌手）
- 5月3日 - 金井政人（東京都、歌手、BIGMAMA）
- 5月3日 - 森翼（大阪府、歌手）
- 5月5日 - 中川翔子（東京都、マルチタレント・歌手）
- 5月11日 - デストロイはるきち（富山県、歌手、元みそっかす）
- 5月16日 - 大倉忠義（大阪府、SUPER EIGHT）
- 5月17日 - 浦野一美（埼玉県、元AKB48、SDN48）
- 5月19日 - 芹那（北海道、元SDN48）
- 5月24日 - 武田祐介（ミュージシャン、RADWIMPS）
- 5月24日 - 熊谷育美（宮城県、歌手）
- 5月24日 - 山下健二郎（京都府、・歌手、三代目 J Soul Brothers from EXILE TRIBE）
- 5月25日 - ジミーサムP（埼玉県、ミュージシャン・ボカロP）
- 6月2日 - 沢城みゆき（長野県、声優・歌手）
- 6月4日 - 肉だんご（東京都、歌手、シクラメン）
- 6月6日 - 小瀬村晶（東京都、歌手）
- 6月13日 - TAKAYO（北海道、歌手、元ZONE）
- 6月13日 - 鈴木貴雄（東京都、ドラマー、UNISON SQUARE GARDEN）
- 6月16日 - の子（ アメリカ合衆国、シンガーソングライター、神聖かまってちゃん）
- 6月17日 - 五関晃一（東京都、A.B.C-Z）
- 6月23日 - シシド・カフカ（ メキシコ、歌手）
- 6月24日 - 斎藤宏介（ アメリカ合衆国、歌手、UNISON SQUARE GARDEN）
- 6月30日 - ラファウ・ブレハッチ（ ポーランド、ピアニスト）
- 7月5日  - 野田洋次郎（シンガーソングライター、RADWIMPS）
- 7月11日 - 高杉さと美（東京都、歌手）
- 7月16日 - 日笠陽子（神奈川県、声優・歌手、RO-KYU-BU!/BEST FRIENDS!/Afterglow）
- 7月20日 - 折井あゆみ（長野県、元AKB48）
- 7月20日 - UG（北海道、歌手、A.F.R.O）
- 7月24日 - 栗原寿（群馬県、ドラマー、back number）
- 7月29日 - 近藤夏子（島根県、歌手）
- 7月30日 - 森川七月（大阪府、ジャズ歌手）
- 7月31日 - 湊梨央子（東京都、歌手、BARBARS/I love you Orchestra）
- 8月9日 - 加藤沙耶香（愛知県、元アイドリング!!!）
- 8月16日 - 大沢あかね（大阪府、タレント・元歌手）
- 8月17日 - 新津由衣（神奈川県、歌手、RYTHEM/Neat's）
- 8月23日 - DJ LOVE（東京都、DJ、SEKAI NO OWARI）
- 8月23日 - 中河内雅貴（広島県、俳優・歌手）
- 8月30日 - 井上ジョー（ アメリカ合衆国、シンガーソングライター）
- 8月30日 - 歌広場淳（千葉県、Be-su、ゴールデンボンバー）
- 9月3日 - 梶裕貴（東京都、声優・歌手）
- 9月8日 - 光村龍哉（千葉県、ミュージシャン、NICO Touches the Walls）
- 9月10日 - 上木彩矢（北海道、歌手）
- 9月13日 - 平田香織（愛知県、ファッションモデル・元歌手）
- 9月17日 - 上戸彩（東京都、歌手）
- 9月17日 - 北山宏光（神奈川県、元Kis-My-Ft2）
- 9月22日 - 夢人（三重県、歌手、彩冷える/AYABIE/ベル）
- 9月23日 - 後藤真希（東京都、歌手）
- 9月26日 - 上間綾乃（沖縄県、歌手）
- 9月28日 - シンドン（ 韓国、歌手・タレント、SUPER JUNIOR）
- 10月1日 - RYO（沖縄県、歌手、ORANGE RANGE）
- 10月1日 - 沼澤智之（神奈川県、歌手、Vimclip）
- 10月1日 - 加賀谷はつみ（千葉県、歌手）
- 10月3日 - SHOKICHI（北海道、歌手、EXILE/EXILE THE SECOND/元二代目J Soul Brothers）
- 10月8日 - ウエンツ瑛士（東京都、歌手・タレント、WaT）
- 10月8日 - ブルーノ・マーズ（ アメリカ合衆国、歌手）
- 10月11日 - みさこ（ミュージシャン、神聖かまってちゃん）
- 10月12日 - 前田由紀（北海道、歌手、Whiteberry）
- 10月13日 - Fukase（東京都、ミュージシャン、SEKAI NO OWARI）
- 10月13日 - MAICO（愛知県、歌手、CHERRYBLOSSOM）
- 10月14日 - 廣瀬友祐（東京都、俳優・歌手）
- 10月18日 - 野水伊織（群馬県、声優・歌手、sweet ARMS）
- 10月22日 - Nakajin（東京都、ギタリスト、SEKAI NO OWARI）
- 10月24日 - 川崎里実（鹿児島県、歌手、eyelis）
- 10月25日 - 高垣彩陽（東京都、歌手・声優、スフィア）
- 10月25日 - リアド偉武（東京都、ドラマー、元BIGMAMA/［ALEXANDROS］サポート）
- 11月5日 - 田中聖（千葉県、歌手、元KAT-TUN）
- 11月8日 - 寿君（奈良県、歌手）
- 11月12日 - 矢沢洋子（東京都、歌手、元the generous）
- 11月13日 - 佐藤広大（北海道、歌手）
- 11月14日 - Michiko/Yoko姉妹（福岡県、歌手、TWILL）
- 11月16日 - 千紗（兵庫県、元歌手、元girl next door）
- 11月19日 - 星野みちる（千葉県、シンガーソングライター、元AKB48）
- 11月21日 - カーリー・レイ・ジェプセン（ カナダ、歌手）
- 11月29日 - 田口淳之介（神奈川県、元KAT-TUN）
- 11月30日 - 満島ひかり（鹿児島県、女優・歌手、元Folder/元Folder5）
- 12月3日 - YUKA（東京都、歌手、moumoon）
- 12月5日 - 窪田啓子（東京都、歌手、FictionJunction/イトクボ/Kalafina）
- 12月8日 - 関根史織（埼玉県、ミュージシャン、Base Ball Bear）
- 12月10日 - 新田恵海（長野県、声優・歌手、μ's）
- 12月11日 - ちばぎん（ミュージシャン、神聖かまってちゃん）
- 12月16日 - mono（ミュージシャン、神聖かまってちゃん）
- 12月16日 - 橘慶太（福岡県、歌手、w-inds.）
- 12月18日 - 長谷川俊輔（埼玉県、歌手・お笑いタレント、クマムシ）
- 12月19日 - FISHBOY(大阪府、ダンサー、RADIO_FISH)
- 12月26日 - 城田優（東京都、俳優・歌手、IMY）
- 12月30日 - KenKen（東京都、ミュージシャン、RIZE）

## 死去
- 1月4日 - ロヴロ・フォン・マタチッチ（ ユーゴスラビア、指揮者、*1899年）
- 1月10日 - アントーン・カラス（ オーストリア、ツィター奏者・作曲家、*1906年）
- 2月22日 - エフレム・ジンバリスト（ ロシア→、ヴァイオリニスト、*1889年）
- 2月22日 - 米山正夫（東京都、作曲家、*1912年）
- 3月7日 - 兎束龍夫（長野県、ヴァイオリニスト、*1906年）
- 3月16日 - ロジャー・セッションズ（ アメリカ合衆国、作曲家、*1896年）
- 3月29日 - スール・スーリール（ ベルギー、歌手、*1933年）
- 3月30日 - 笠置シヅ子（香川県、歌手、*1914年）
- 5月18日 - ヒルディング・ルーセンベリ（ スウェーデン、作曲家、*1892年）
- 8月12日 - 坂本九（神奈川県、歌手、*1941年）
- 8月24日 - ポール・クレストン（ アメリカ合衆国、作曲家、*1906年）
- 9月11日 - ウィリアム・オルウィン（ イギリス、作曲家・フルート奏者、*1905年）
- 10月12日 - リッキー・ウィルソン（ アメリカ合衆国、ギタリスト、*1953年）
- 10月14日 - エミール・ギレリス（ ソビエト連邦、ピアニスト、*1916年）
- 10月17日 - ヨーゼフ・ローゼンシュトック（ ポーランド→ アメリカ合衆国、指揮者、*1895年）
- 10月18日 - ステファン・アスケナーゼ（ ポーランド→ ベルギー、ピアニスト、*1896年）
- 12月12日 - イアン・スチュワート（ イギリス、ローリング・ストーンズのキーボーディスト、*1938年）
- 12月14日 - カーリー・ムーア（ アメリカ合衆国、R&Bシンガー・ソングライター +1943年）
- 12月31日 - 立川清登（大分県、バリトン歌手、*1929年）